# A. Le Coq
A. Le Coq (pronúncia estoniana: [aˑ.le.ˈkokk]) é uma cervejaria e indústria de bebidas estoniana com sede em Tartu.

## História
O germano-báltico Justus Reinhold Schramm fundou em 1826 em Tartu a primeira cervejaria da região da atual Estônia. Seu filho Eduard Anton Justus Schramm iniciou, cinquenta anos mais tarde, a construção da mais moderna cervejaria do Império Russo, que em 1875 foi inaugurada em Tartu. Em 1884, a empresa foi vendida para o empresário Moritz Friedrich, que continuou desenvolvendo-a. Em 1898, a empresa recebeu o nome de Actien-Companhia de Cerveja e Meth-Cervejaria e Destilaria Tivoli. Nas Feiras de  Indústrias da Livônia de 1903 e 1910 a empresa ganhou a "medalha de ouro".
A empresa tornou-se pública A. Le Coq & Co em 1913, adquirida pela empresa fundada pelo belga Albert Le Coq em Londres, em 1807. A finalidade da aquisição foi a de obter uma melhor colocação da A. Le Coq no mercado russo.
Com a ocupação soviética da Estônia, a empresa foi desapropriada e passou a chamar-se Tartu Õlletehas. Ela continuou sendo uma das empresas produtoras de cerveja e água mineral mais populares da União Soviética. Com a recuperação da independência pela Estônia, ela voltou a ser privatizada em 1995.

## Hoje

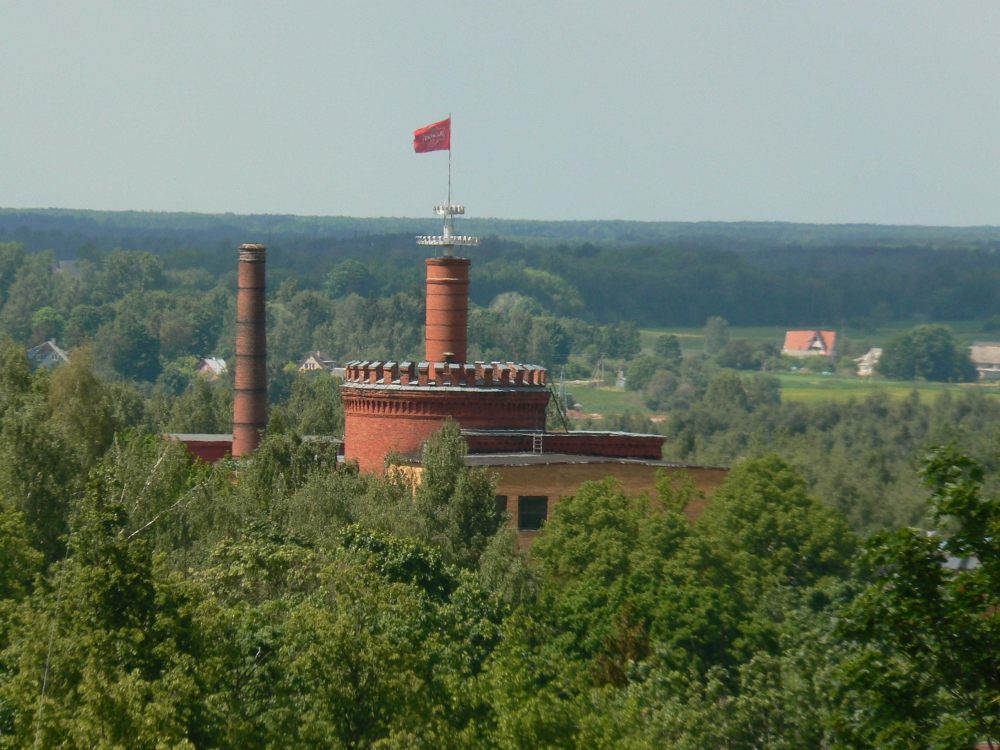
Instalações da Cervejaria em Tartu.

A. Le Coq localizada hoje em Tartu produz vários tipos de cervejas, refrigerantes, água mineral, sidra e outras bebidas. A. Le Coq juntamente com a Saku são as mais conhecidas marcas de cervejas da Estônia.
Atualmente A. Le Coq pertence ao conglomerado finlandês de cervejas Olvi. Ao Grupo A. Le Coq AS pertencem também as empresas de bebidas e alimentos OÜ Saare Õlu, AS Õsel Alimentos AS, na Estônia, Cēsu Alus, na Letônia e Ragutis AB, na Lituânia.

## Tipos de cervejas
Cuba, A.Le Coq Pilsner, A.Le Coq Premium, Tõmmu Hiid, Heineken Lager Beer, A.Le Coq Premium Extra, Alexander A.Le Coq English Ale, A.Le Coq Special Stout, A.Le Coq Porter, Double Bock, Saaremaa X, Buckler, Pilsner Eripruul, Disel, Turbo Disel e Põhiseaduse Pilsner.

## Patrocínio

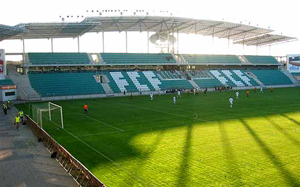
Tribuna de Honra do A. Le Coq Arena.

O estádio de futebol internacional de Tallinn recebe o nome de A. Le Coq Arena devido ao patrocínio da cervejaria, bem como um complexo de piscinas e um ginásio de esportes em Tartu.
Seu lema é "Asi on maitses", significando "é devido ao sabor". Uma canção com seu nome executada pela banda de rock Smilers foi também especialmente escrita e usada em comerciais.